# Oscar Berger-Levrault

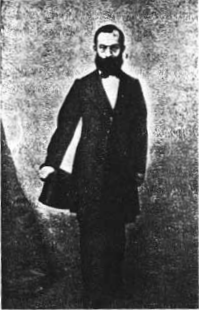
Oscar Berger-Levrault

François George Oscar Berger-Levrault (* 9. Mai 1826 in Straßburg; † 24. September 1903 in Nancy) war ein französischer Verleger und Philatelist, dem neben dem Engländer John Edward Gray die Erfindung des Briefmarkenkataloges zugeschrieben wird.

## Leben
Oscar Berger-Levrault war der Sohn von Friedrich Berger († 1837), der durch seine Ehe mit Antoinette Louise Victoire Éléonore, geb. Levrault in die seit 1676 existierende Straßburger Buch- und Verlagshandlung und Druckerei von François-Georges Levrault (1722–1798) eingeheiratet hatte. Zu dieser gehörte auch eine Buchhandlung in Paris, die ein anderer Schwiegersohn übernahm.
Oscars Großmutter Caroline Levrault, geb. Scherz, war die Witwe des 1821 verstorbenen Inhabers Laurent-François-Xavier Levrault; seit dem Tod ihres Mannes führte sie das Straßburger Unternehmen F. G. Levrault unter dem Signet Veuve Levrault weiter. Nachdem auch die Witwe Levrault verstorben war, vereinigte ihre Erbin, Oscars Mutter, 1850 die verschiedenen Geschäftszweige wieder unter dem Namen Berger-Levrault. Oscar Berger-Levrault wurde im selben Jahr Chef der Druckerei, in der Jacques-Maximilien Garcin seit 1803 zunächst als Schriftsetzer und Korrektor, später als technischer Leiter (prote, Faktor) angestellt war.
Am 10. Mai 1851 heiratete Oscar Berger-Levrault in Straßburg Anna Caroline Éleonore, geb. Pitois.
Nach dem Krieg von 1870/71 übersiedelten Druckerei und Verlag 1872 nach Amiens und Paris. Neben der Tätigkeit als Unternehmer fand Oscar Berger-Levrault Zeit, sich mit der Geschichte seiner Geburtsstadt Straßburg und mit Philatelie zu beschäftigen. Er war einer der ersten Briefmarkensammler, der sich mit dem wissenschaftlich und systematisch betriebenen Anlegen von Briefmarkensammlungen auseinandersetzte.
Im Rahmen seiner Tätigkeit als Philatelist gab er am 17. September 1861 ein Briefmarken- und Ganzsachenverzeichnis "Beschreibung der bis jetzt bekannten Briefmarken" heraus, das durchaus als erste Briefmarkenkatalog der Welt bezeichnet werden kann, obwohl es sich noch mehr um eine Liste als um einen Katalog handelt, da Illustrationen gänzlich fehlten. Es verzeichnete jedoch alle 973 bis dahin erschienen Postwertzeichen der Welt, die dem Buchhändler bekannt waren.
Da Berger-Levrault als erster eine solche Liste anlegte, hatten sich Fehler eingeschlichen. Es wurde von Alfred Potiquet als Vorlage für den im Dezember 1861 erschienenen ersten illustrierten Briefmarkenkatalog verwendet.
Obwohl das philatelistische Werk von Berger-Levrault nur für seine Freunde gedacht war und in einer Auflage von 40 bis 50 Exemplaren hergestellt wurde, gelangte ein Exemplar in die Hände des Britischen Museums in London, wo es sich heute befindet.
Berger-Levrault beschäftigte sich außerdem mit Regionalgeschichte des Elsass und erstellte eine Liste von Professoren an elsässischen Universitäten. Er hinterließ eine große Sammlung Alsatica, darunter Bücher, Leichenpredigten und Flugschriften.

## Werke
- Annales des professeurs des académies et universités Alsaciennes. 1525–1871. Berger-Levrault, Nancy 1891 (Web-Ressource).
- Catalogue des Alsatica de la Bibliothèque de Oscar Berger-Levrault. 5 Bde., Berger-Levrault, Nancy 1883; Deuxième partie, dix-neuvième siècle (Web-Ressource)